# Felix Pohl
Felix Pohl (1878, Nové Město pod Smrkem – 1961, Freyung, SRN) byl v první třetině 20. století fotografem Šumavy, který se významným způsobem zapsal (ve funkci starosty v letech 1923 až 1930) do historie Vimperka v období mezi první a druhou světovou válkou.

## Život
Felix Pohl přišel do Vimperka v roce 1901, oženil se zde a žil v domě číslo popisné 62, kde převzal fotografický ateliér (fotostudio) Helios. Z roku 1903 se dochovaly první Pohlovy fotografie z Vimperka. Dne 13. března 1913 jej vimperské obecní zastupitelství přijalo do svazku města a o rok později (1914) mu odsouhlasilo kinematografickou licenci. Nejprve Pohl promítal filmy v sálu hotelu Wieser, ale v roce 1925 nechal zbudovat ve Vimperku první kino, kde pak byl (o šest let později v roce 1931) poprvé představen vimpereckým divákům zvukový film. Funkci starosty Vimperka vykonával Felix Pohl (jako jeden z mála fotografů v českých zemích) od svého zvolení v roce 1923 po dobu dvou volebních období až do roku 1930, kdy podal rezignaci. Pohl byl rovněž aktivním členem celé řady německých spolků, které působily před druhou světovou válkou ve Vimperku, ale v rámci poválečného odsunu německého obyvatelstva z československého pohraničí odjel do SRN, kde žil ve Freyungu až do roku 1961, kdy zemřel. Fotografická pozůstalost Felixe Pohla zůstala uložena ve vimperském muzeu.